# Botryllophilus koreensis
Botryllophilus koreensis – gatunek widłonoga z rodziny Botryllophilidae. Nazwa naukowa tego gatunku skorupiaków została opublikowana w 1995 roku przez koreańskich zoologów In-Soon Seo i Kyung-Sook Lee.